# Stănița
Stănița is een Roemeense gemeente in het district Neamț.
Stănița telt 2281 inwoners.